# Wahlkreis Leipzig 2
Der Wahlkreis Leipzig 2 ist der Wahlkreis Nr. 26 bei den Wahlen zum Sächsischen Landtag. Er ist einer von acht Leipziger Wahlkreisen und umfasst die Ortsteile Sellerhausen-Stünz, Paunsdorf, Heiterblick, Mölkau, Engelsdorf, Baalsdorf, Althen-Kleinpösna, Stötteritz, Liebertwolkwitz und Holzhausen.

## Wahl 2024
Für die Landtagswahl in Sachsen 2024 wurden die Leipziger Wahlkreise neu zugeschnitten. Der neue Wahlkreis Leipzig 2 setzt sich nun aus Teilen der bisherigen Wahlkreise Leipzig 1 und Leipzig 2 zusammen, während der bisherige Wahlkreis Leipzig 2 auf die neuen Wahlkreise Leipzig 2 und Leipzig 4 aufgeteilt wurde.
Zur Landtagswahl 2024 traten folgende Direktkandidaten und Parteien an:
| Direktkandidat        | Partei              | Erststimmen in % | Zweitstimmen in % |
| --------------------- | ------------------- | ---------------- | ----------------- |
| Ronald Pohle          | CDU                 | 36,0             | 31,3              |
| Marius Beyer          | AfD                 | 26,7             | 25,1              |
| Livia Stöckmann       | Die Linke           | 7,1              | 6,4               |
| Ulrike Böhm           | GRÜNE               | 6,5              | 6,5               |
| Kevin Hofbüker        | SPD                 | 8,1              | 10,3              |
| Peter Jess            | FDP                 | 1,8              | 1,1               |
| Bernd Schulze         | Freie Wähler        | 3,7              | 2,7               |
| –                     | Die Partei          | –                | 1,1               |
| –                     | Piraten             | –                | 0,3               |
| –                     | ÖDP                 | –                | 0,1               |
| –                     | BüSo                | –                | 0,1               |
| –                     | Tierschutz hier!    | –                | 1,3               |
| –                     | dieBasis            | –                | 0,2               |
| –                     | Bündnis C           | –                | 0,1               |
| –                     | Bündnis Deutschland | –                | 0,3               |
| Maximilian Kretschmar | BSW                 | 10,1             | 11,6              |
| –                     | Freie Sachsen       | –                | 1,3               |
| –                     | V-Partei3           | –                | 0,2               |
| –                     | WU                  | –                | 0,1               |

Neben dem direkt gewählten Ronald Pohle (CDU) gelang keinem weiteren Kandidaten aus dem Wahlkreis über die Parteiliste der Einzug in den Landtag.

## Wahl 2019
Bis zur Landtagswahl 2019 umfasste der Wahlkreis Leipzig 2 die Ortsteile Liebertwolkwitz, Probstheida, Meusdorf, Südvorstadt, Connewitz, Marienbrunn, Lößnig und Dölitz-Dösen.
| Direktkandidat    | Partei               | Erststimmen in % | Zweitstimmen in % |
| ----------------- | -------------------- | ---------------- | ----------------- |
| Karsten Albrecht  | CDU                  | 21,1             | 22,9              |
| Juliane Nagel     | Die Linke            | 27,4             | 20,0              |
| Lars Menzel       | SPD                  | 9,6              | 10,6              |
| Alexander Wiesner | AfD                  | 13,2             | 13,0              |
| Paula Piechotta   | GRÜNE                | 18,9             | 21,5              |
| –                 | NPD                  | –                | 0,1               |
| Rudolf Ascherl    | FDP                  | 3,0              | 3,2               |
| Reinhard Bohse    | Freie Wähler         | 2,7              | 1,8               |
| –                 | Tierschutz           | –                | 1,5               |
| –                 | Piraten              | –                | 0,4               |
| Thomas Kumbernuß  | Die PARTEI           | 4,2              | 3,4               |
| –                 | BüSo                 | –                | 0,0               |
| –                 | ADPM                 | –                | 0,1               |
| –                 | Blaue Partei         | –                | 0,2               |
| –                 | KPD                  | –                | 0,1               |
| –                 | ÖDP                  | –                | 0,3               |
| –                 | Die Humanisten       | –                | 0,4               |
| –                 | PDV                  | –                | 0,1               |
| –                 | Gesundheitsforschung | –                | 0,4               |

## Wahl 2014
Zur Sächsischen Landtagswahl am 31. August 2014 gab es Veränderungen bei den Wahlkreisen. Seitdem trägt der Wahlkreis Leipzig 2 die Wahlkreisnummer 28.
| Amtliches Endergebnis der Landtagswahl am 31. August 2014 in Sachsen im Wahlkreis 028 Leipzig 2 (Ergebnisse in Prozent) |

| Direktkandidat   | Partei          | Erststimmen in % | Zweitstimmen in % |
| ---------------- | --------------- | ---------------- | ----------------- |
| Robert Clemen    | CDU             | 25,0             | 25,9              |
| Juliane Nagel    | Die Linke       | 28,3             | 25,1              |
| Maximilian Rinck | SPD             | 18,6             | 16,8              |
| Philip Perduß    | FDP             | 02,8             | 02,8              |
| Jürgen Kasek     | GRÜNE           | 13,1             | 15,1              |
| Reinhard Kunze   | NPD             | 01,7             | 02,0              |
|                  | Tierschutz      | 0,×              | 01,5              |
| Kathrin Weiss    | Piraten         | 01,7             | 01,9              |
| Andreas Trost    | BüSo            | 00,3             | 00,2              |
|                  | DSU             | 0,×              | 00,1              |
| Roland Ulbrich   | AfD             | 05,0             | 05,2              |
|                  | Pro Deutschland | 0,×              | 00,1              |
| Karsten Kietz    | Freie Sachsen   | 01,2             | 00,9              |
| Thomas Kumbernuß | Die Partei      | 02,2             | 02,3              |

## Wahl 2009
Der Wahlkreis Leipzig 2, 2009 der Wahlkreis 26, war ein Landtagswahlkreis in Sachsen. Er ist einer der sieben Leipziger Landtagswahlkreise und umfasst den gesamten Stadtbezirk Südwest mit den Ortsteilen Schleußig, Plagwitz, Kleinzschocher, Großzschocher, Knautkleeberg-Knauthain und Hartmannsdorf-Knautnaundorf, vom Stadtbezirk Alt-West die Ortsteile Altlindenau, Leutzsch, Lindenau und Neulindenau sowie vom Stadtbezirk Nordwest den Ortsteil Wahren. Bei der letzten Landtagswahl (im Jahr 2009) waren 69.402 Einwohner wahlberechtigt.
| Amtliches Endergebnis der Landtagswahl am 30. August 2009 in Sachsen im Wahlkreis 026 Leipzig 2 (Ergebnisse in Prozent) |

| Direktkandidat   | Partei          | Erststimmen in % | Zweitstimmen in % |
| ---------------- | --------------- | ---------------- | ----------------- |
| Sebastian Gemkow | CDU             | 28,5             | 29,5              |
| Volker Külow     | Die Linke       | 23,6             | 22,3              |
| Gernot Borriss   | SPD             | 15,7             | 14,1              |
| Andreas Roth     | NPD             | 3,6              | 3,4               |
| René Hobusch     | FDP             | 9,4              | 8,5               |
| Claudia Maicher  | GRÜNE           | 17,0             | 14,6              |
| –                | Tierschutz      | –                | 2,4               |
| –                | PBC             | –                | 0,2               |
| Andreas Trost    | BüSo            | 2,2              | 0,6               |
| –                | DSU             | –                | 0,1               |
| –                | REP             | –                | 0,1               |
| –                | Freie Sachsen   | –                | 0,8               |
| –                | FP Deutschlands | –                | 0,1               |
| –                | Humanwirtschaft | –                | 0,1               |
| –                | Piraten         | –                | 3,2               |
| –                | SVP             | –                | 0,1               |

## Wahl 2004
Die Landtagswahl 2004 hatte folgendes Ergebnis:
| Direktkandidat | Partei     | Erststimmen in % | Zweitstimmen in % |
| -------------- | ---------- | ---------------- | ----------------- |
| Jutta Schmidt  | CDU        | 30,1             | 31,6              |
| Volker Külow   | PDS        | 25,7             | 24,2              |
| Gernot Borriss | SPD        | 18,3             | 16,7              |
| Gerda Viecenz  | GRÜNE      | 10,5             | 10,6              |
| Jürgen Schön   | NPD        | 6,3              | 6,3               |
| Olaf Beyer     | FDP        | 5,4              | 4,8               |
| –              | DSU        | –                | 0,3               |
| –              | PBC        | –                | 0,3               |
| –              | GRAUE      | –                | 1,2               |
| Karsten Werner | BüSo       | 1,8              | 0,9               |
| –              | AUFBRUCH   | –                | 0,5               |
| –              | DGG        | –                | 0,3               |
| –              | Tierschutz | –                | 2,2               |
| Kathy Poppe    | PLB        | 1,9              | –                 |

## Wahl 1999
Die Landtagswahl 1999 fand am 19. September 1999 statt und hatte für den Wahlkreis Leipzig 2 folgendes Ergebnis.
| Direktkandidat    | Partei              | Erststimmen in % | Zweitstimmen in % |
| ----------------- | ------------------- | ---------------- | ----------------- |
| Jutta Schmidt     | CDU                 | 43,6             | 47,3              |
| Thomas Mädler     | SPD                 | 24,2             | 15,5              |
| Peter Wasem       | PDS                 | 26,6             | 24,7              |
|                   | GRÜNE               |                  | 05,7              |
| Hilmar Kolbmüller | F.D.P.              | 01,8             | 00,9              |
|                   | BüSo                |                  | 00,1              |
|                   | DSU                 |                  | 00,2              |
|                   | GRAUE               |                  | 00,4              |
|                   | REP                 |                  | 00,8              |
|                   | FP Deutschlands     |                  | 00,0              |
|                   | pro DM              |                  | 02,1              |
|                   | KPD                 |                  | 00,1              |
| Jürgen Schön      | NPD                 | 02,2             | 01,4              |
|                   | Forum               |                  | 00,4              |
|                   | PBC                 |                  | 00,2              |
| Peter Wolf        | Zukunft für Leipzig | 01,8             |                   |

Es waren 59.037 Personen wahlberechtigt. Die Wahlbeteiligung lag bei 52,0 %. Von den abgegebenen Stimmen waren 1,4 % ungültig. Als Direktkandidatin wurde Jutta Schmidt (CDU) gewählt. Sie erreichte 43,6 % aller gültigen Stimmen.

## Wahl 1994
Die Landtagswahl 1994 fand am 11. September 1994 statt und hatte folgendes Ergebnis für den Wahlkreis Leipzig 2:
| Direktkandidat            | Partei         | Erststimmen in % | Zweitstimmen in % |
| ------------------------- | -------------- | ---------------- | ----------------- |
| Eva Maria Wünsche         | CDU            | 37,4             | 49,4              |
| Thomas Mädler             | SPD            | 26,4             | 20,6              |
|                           | F.D.P.         |                  | 01,2              |
| Johannes Michael Weichert | GRÜNE          | 09,8             | 06,4              |
|                           | DSU            |                  | 00,4              |
|                           | REP            |                  | 00,7              |
|                           | Forum          |                  | 00,9              |
| Reiner Engelmann          | PDS            | 21,7             | 20,0              |
|                           | SPS            |                  | 00,4              |
| Klaus Dreikopf            | Einzelbewerber | 04,7             | –                 |

Es waren 63.094 Personen wahlberechtigt. Die Wahlbeteiligung lag bei 46,1 %. Von den abgegebenen Stimmen waren 1,3 % ungültig. Als Direktkandidatin wurde  Eva Maria Wünsche (CDU) gewählt. Sie erreichte 37,4 % aller gültigen Stimmen.